# Shade (曲)
「Shade」（シェイド）は、Dragon Ashの13枚目のシングル。2004年7月14日発売。発売元はMOB SQUAD。

## 解説
- 前作から約1年ぶりのリリース。「Summer Tribe」と同じくアルバムに一度も収録されたことのない作品。
- 表題曲はリリース当初の数公演を除き、ライブで全く披露されていなかったが、2020年のATSUSHI、DRI-Vラストライブ「DEPARTURES」で約16年ぶりに披露。

## 収録曲
作詞：Kj　作曲・編曲：Dragon Ash（特記以外）
1. Shade
2. Shade （BOOM BOOM SATELLITES REMIX）
3. The Lilly
  - 作詞：William Blake